# Christine Lahti
 Christine Ann Lahti  (Birmingham, Míchigan, 4 de abril de 1950) es una actriz estadounidense. Estudió Bellas Artes en la Universidad Estatal de Florida y obtuvo su bachillerato en actuación en la Universidad de Míchigan. Partió a Europa como parte de un grupo de teatro. Cuando volvió a Estados Unidos, lo hizo a la ciudad de Nueva York, donde se desempeñó como camarera y realizó algunos comerciales de televisión.
Sus inicios en el cine fue en la película Justicia para todos (1979), con Al Pacino. Luego de protagonizar algunas películas en la década de 1970 y principios de los 80, Lahti elegía las películas y papeles.
Lahti recibió una nominación al Premio Oscar como mejor actriz de reparto por Swing Shift en 1984, y ganó un Premio de la Academia al mejor cortometraje por la película Lieberman in Love (1995), que protagonizó y dirigió. Además ha ganado un Premio Emmy y dos Globos de Oro por su rol en Chicago Hope.
Lahti está casada con el director de televisión Thomas Schlamme.
Desde mayo de 2005, ha estado contribuyendo en un blog en The Huffington Post.
De 2009 a 2011, participó en el programa de televisión La Ley y el Orden: Unidad de Víctimas Especiales, interpretando al asistente del fiscal, Sonya Paxton.
En 2012, fue elegida para interpretar a Doris McGarrett en la tercera temporada de Hawaii Five-0, en la que apareció como personaje recurrente.

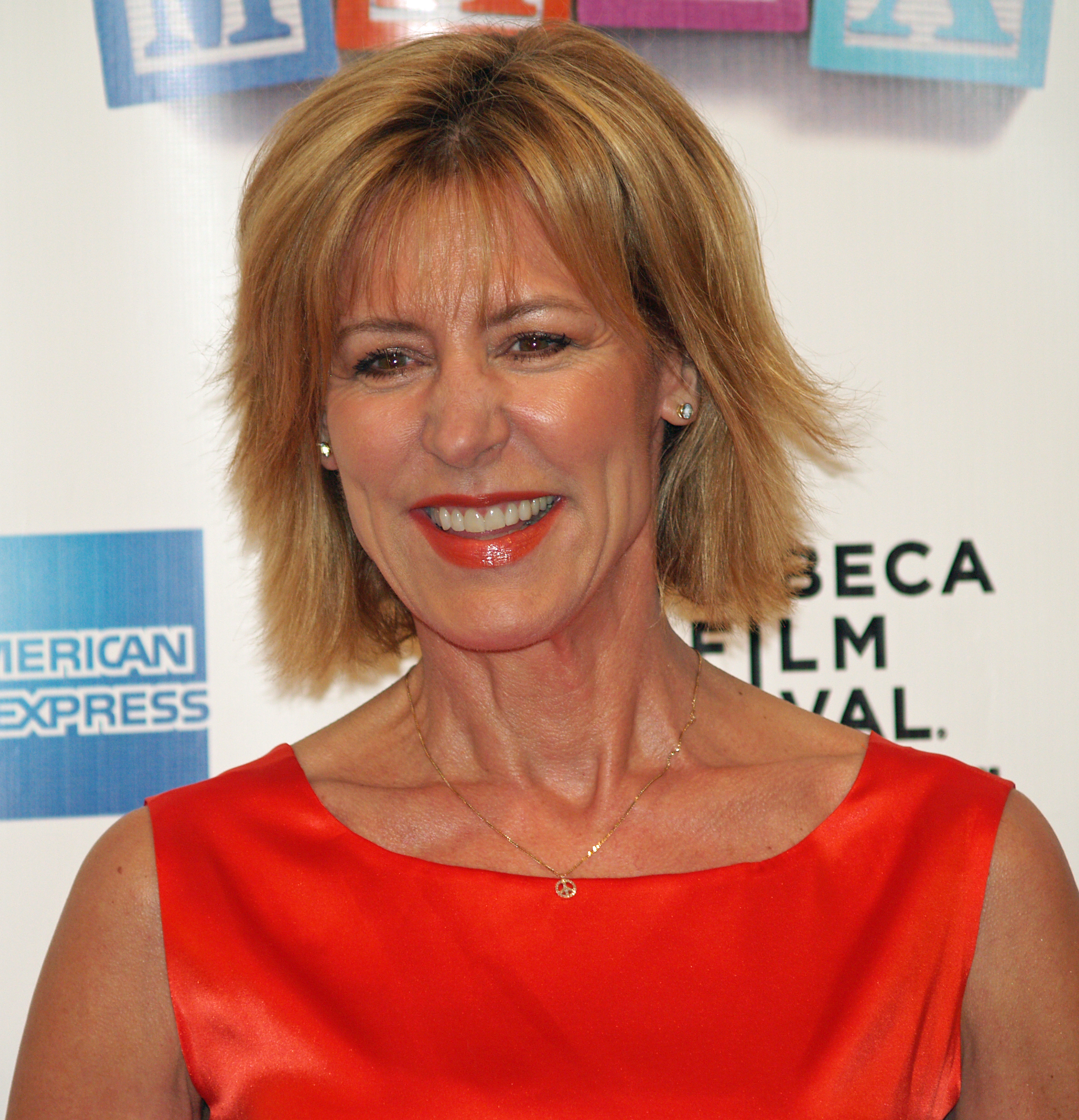
Christine Lahti

## Apariciones destacadas
- ...And Justice for All (1979)
- Whose Life Is It Anyway? (1981)
- La canción del verdugo (1982)
- Swing Shift (1984)
- Running on Empty (1988)
- Miss Firecracker (1989)
- The Doctor (1991)
- Crazy From the Heart (1991)
- Chicago Hope (1994)
- Educando a J. (2001, directora)
- The Pilot's Wife (2002)
- Out of the Ashes (2003)
- Jack & Bobby (2004)
- La Ley y el Orden: Unidad de Víctimas Especiales (2009–2011)
- Hawaii 5.0 como Doris McGarrett (2012)
- Touched with Fire como Sara (2016)

## Premios y distinciones
Premios Óscar
| Año  | Categoría               | Película                | Resultado |
| ---- | ----------------------- | ----------------------- | --------- |
| 1985 | Mejor actriz de reparto | Chicas en pie de guerra | Nominada  |
| 1996 | Mejor cortometraje      | Lieberman in Love       | Ganadora  |